# خلة كاذبة
خِلَّة كاذبة (الاسم العلمي: Ammoides)، جنس نباتات مُزهرة من فصيلة الخيمية، أنواعه اثنان. أعطانه في شمال إفريقيا وجنوب أوروبا.